# Ours à lunettes
 (janvier 2025).
Tremarctos ornatus
Genre
Espèce
Statut CITES
Statut de conservation UICN

 VU A3c+4c : Vulnérable
Répartition géographique
L'Ours à lunettes (Tremarctos ornatus) est une espèce d'ursidé de la sous-famille des Tremarctinae, présent en Amérique du Sud. Il est l'unique espèce du genre Tremarctos et le seul ursidé d'Amérique du Sud.

## Description

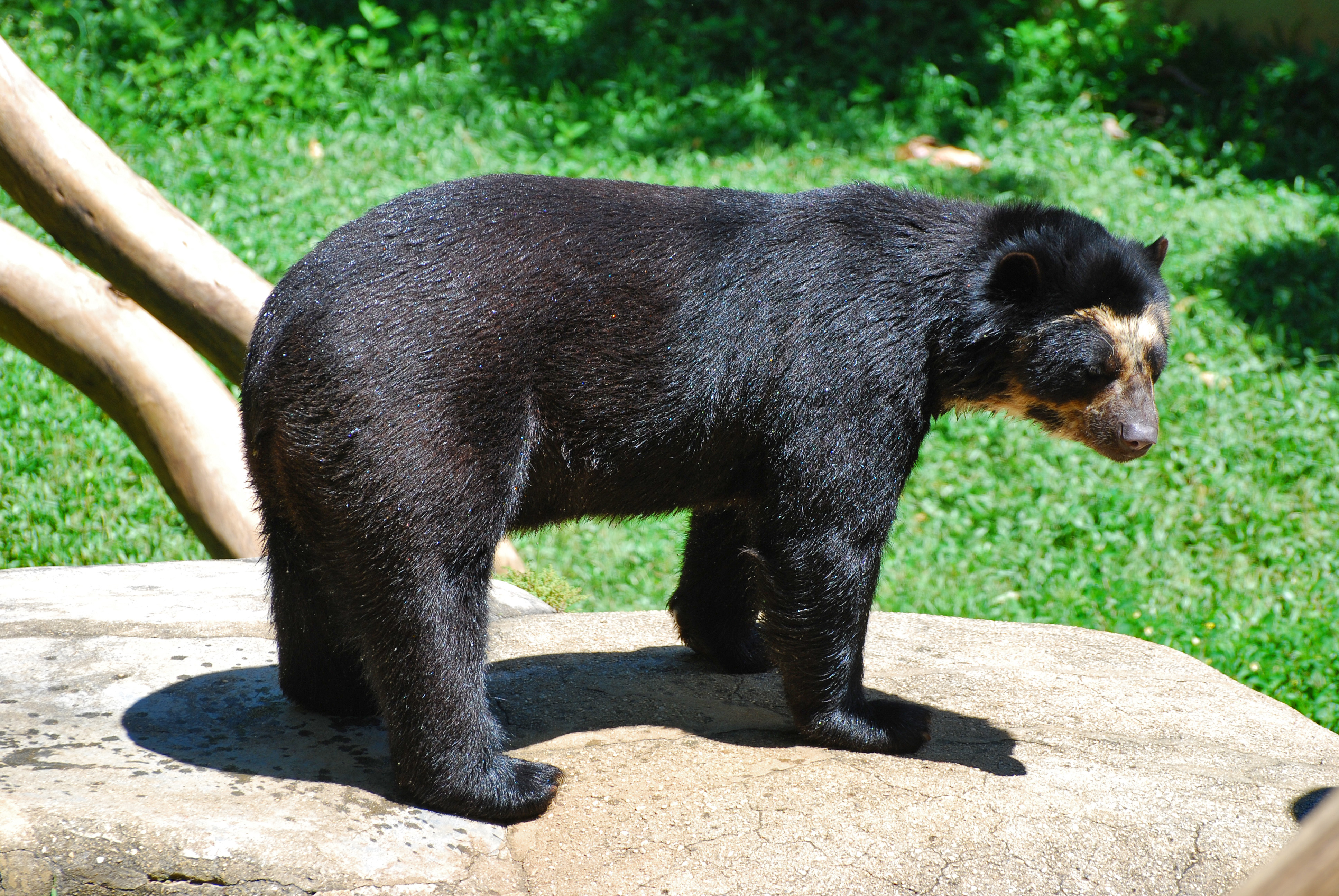
Ours à lunettes.

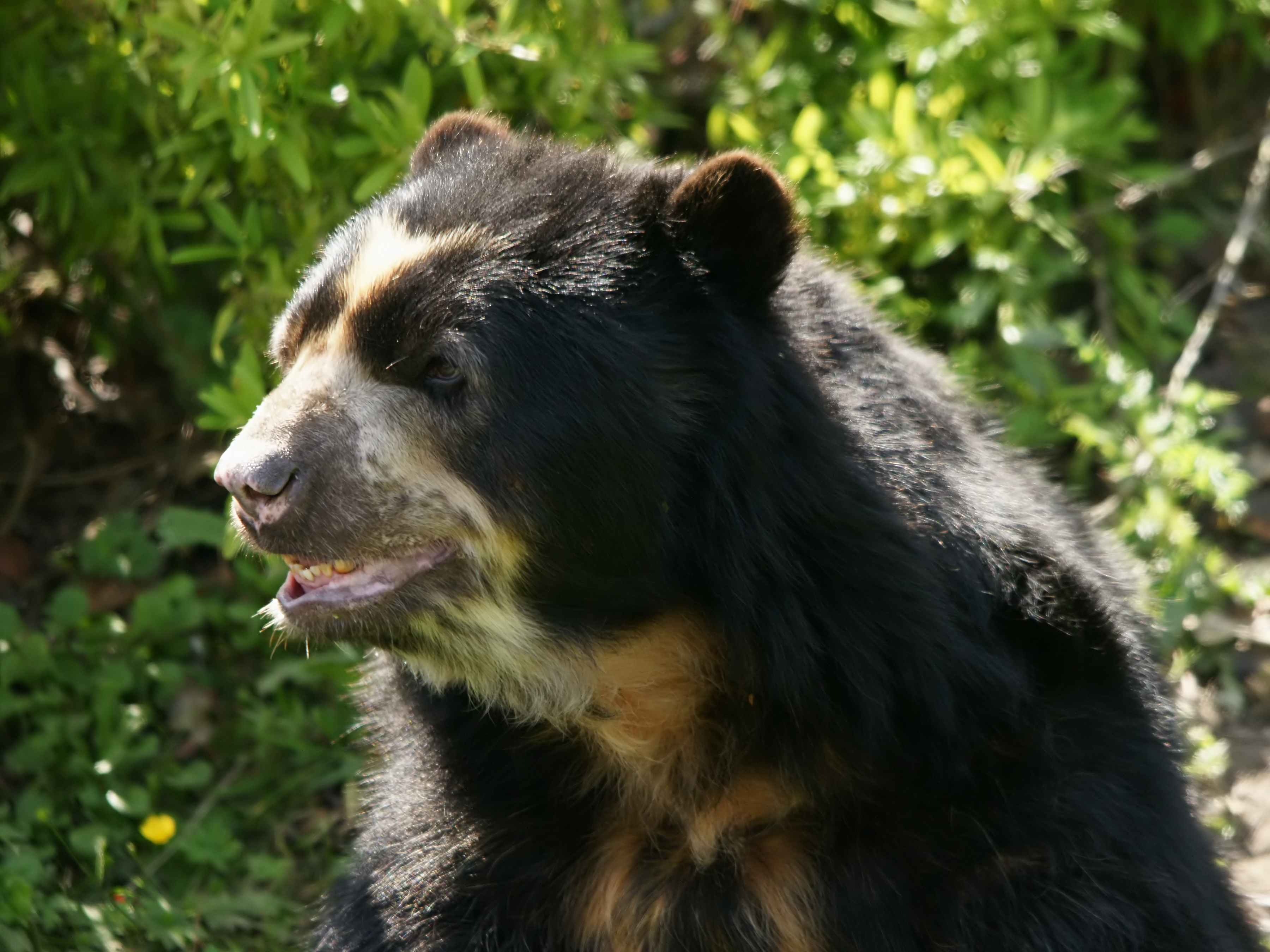
Tête d'Ours à lunettes.

## Comportement

### Alimentation
L'Ours à lunettes est un animal non hibernant au régime alimentaire presque exclusivement végétarien, probablement l’ursidé actuel au régime le plus végétarien après le panda géant. Cet ours est nocturne et crépusculaire. Il mange des baies, de l'herbe, de la canne à sucre, du maïs, des petits mammifères… En saison sèche, il se contente d'écorces. 

### Reproduction
La femelle est mature à l'âge de quatre ans. L'accouplement se déroule d'avril à juin et les petits naissent de novembre à février.

### Locomotion

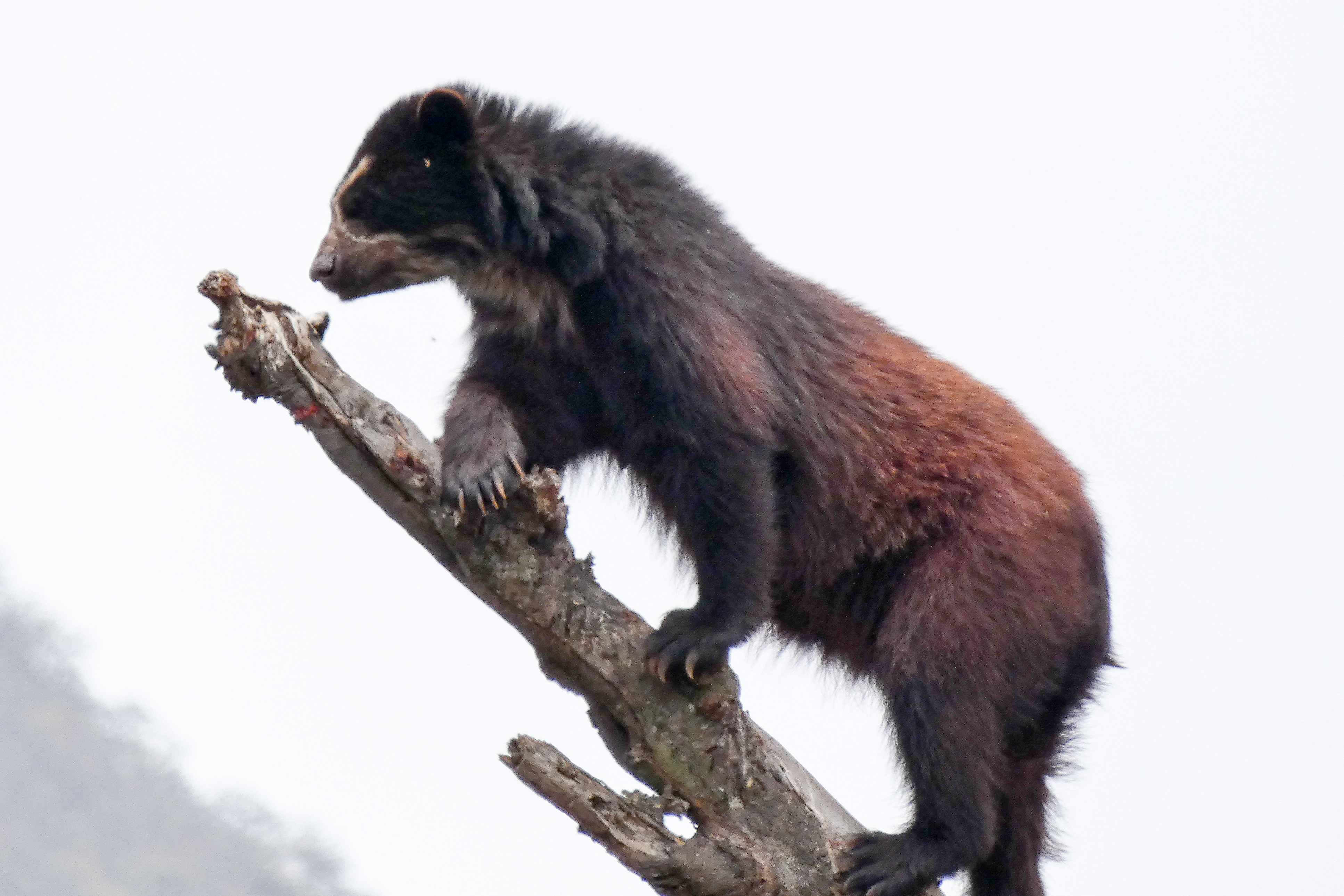
Ours à lunettes perché à Chaparri au Pérou.

L'Ours à lunettes grimpe facilement aux arbres (jusqu'à 15 m), aidé par des griffes particulièrement adaptées et peut rester plusieurs jours dans le même arbre. Il y construit des nids de branches.

## Habitat
L'Ours à lunettes vit principalement dans la Cordillère des Andes ainsi que dans ses piémonts (Venezuela, Colombie, Équateur, Pérou, Bolivie, Argentine), mais a également été observé dans la Région du Darién au Panama.
Un ours occupe un territoire de 16 000 ha. En 2007, il restait environ 2 000 individus. Ils ont un véritable rôle écologique puisqu'ils participent à la régénération des forêts : ils dispersent les graines qui se trouvent dans la nourriture qu'ils consomment.
Cette espèce d'ours est la plus rare et la plus menacée au monde car elle a été victime de la déforestation massive pour l'implantation de terres agricoles. De plus, les Ours à lunettes sont chassés pour leur viande, particulièrement appréciée au nord du Pérou mais également pour leur fourrure, leur bile et leur graisse, utilisées en médecine traditionnelle. Depuis longtemps, les ours mangeaient quelquefois le maïs des paysans et ceux-ci pensaient qu'ils s'attaquaient à leur bétail, mais sans apporter de témoignage évident. Depuis que ces pressions sur les ours ont augmenté, des attaques de tapirs ou de vaches ont été confirmées pour certains ours dans certaines régions. Des pesticides spéciaux sont utilisés pour éloigner les ours.

## Caractéristiques de l'habitat de l'Ours à lunettes
L'Ours à lunettes vit principalement dans les montagnes andines et leurs écosystèmes associés, qui sont très spécifiques et divers, impliquant que l'ours dépend d'un type d'habitat particulier,:

### Zones de haute montagne et forêts de brume

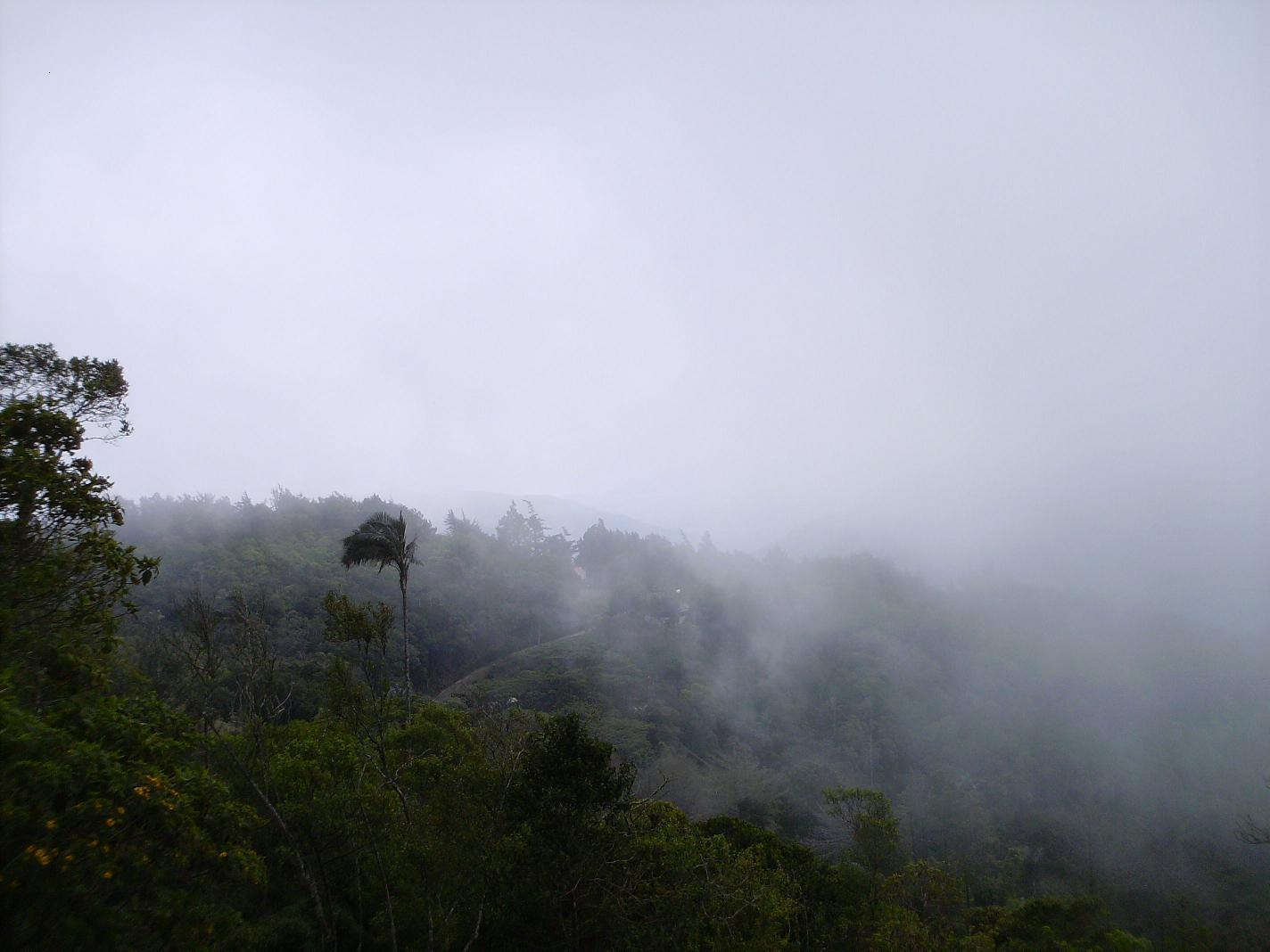
Forêt de nuages andine.

L'Ours à lunettes se trouve fréquemment dans les forêts de brumes, se formant principalement sur les versants occidentaux des Andes. Ces forêts, aussi appelées forêts nuageuses montagnardes, se caractérisent par une forte humidité et une végétation dense, créant un microclimat idéal pour les espèces ayant besoin d'une humidité constante. Le brouillard ou les nuages bas qui couvrent ces zones apportent l'humidité nécessaire à la croissance d'une végétation tropicale, riche en plantes qui font partie du régime alimentaire de l'ours.
Dans ces forêts, la végétation est riche et variée, comprenant des plantes telles que des mousses, des fougères, des lichens et des épiphytes, comme les orchidées et les broméliacées, qui non seulement fournissent de la nourriture sous forme de fruits, de feuilles et de racines, mais servent également de refuge pour l'ours. Les températures modérées de ces régions offrent un climat favorable, essentiel pour l'Ours à lunettes, qui n'est pas adapté aux climats extrêmes.

### Páramos andins
En s'élevant en altitude, l'Ours à lunettes entre dans l'écosystème des páramos, qui se caractérise par une végétation herbacée et buissonnante. Les páramos andins se trouvent à de grandes altitudes (au-dessus de 3 000 mètres d'altitude) et sont des écosystèmes uniques au monde, adaptés aux basses températures et à l'air raréfié.
Le sol des páramos, bien qu’appauvri en nutriments, abrite des plantes adaptées au froid, telles que des herbes des páramos, des plantes basses et des buissons, qui sont une source de nourriture pour l'Ours à lunettes, surtout pendant les périodes où d'autres ressources alimentaires se font rares. De plus, les páramos jouent un rôle crucial dans la régulation de l'eau, agissant comme des réservoirs naturels capables de stocker et de réguler les ressources en eau, aspect essentiel pour les espèces vivant dans ces régions où les sources d'eau douce sont limitées.

### Forêts montagnardes
Les forêts montagnardes des Andes, qui constituent l'habitat principal de l'Ours à lunettes, offrent une grande diversité d'espèces végétales et animales. Situées à des altitudes intermédiaires, entre 2 000 et 3 000 mètres, ces forêts abritent des arbres de grande taille tels que le laurier, le cèdre, le chêne, ainsi que d'autres espèces endémiques. Elles comprennent également des arbustes fruitiers que l'Ours à lunettes consomme. Ce type d'habitat est caractérisé par une biodiversité élevée, avec de nombreuses espèces végétales et animales endémiques qui dépendent des ressources que la forêt fournit.

### Écosystèmes liés aux rivières et aux sources d'eau
L'Ours à lunettes dépend également des sources d'eau douce, non seulement pour boire, mais aussi pour maintenir un environnement propice à la croissance des plantes et autres ressources alimentaires qu'il consomme. Il vit généralement à proximité des rivières de montagne et des cascades, où il peut trouver des poissons et des petits invertébrés aquatiques qui complètent son alimentation. L'humidité présente dans ces zones, grâce aux rivières et à la végétation environnante, favorise la croissance d'une végétation dense, essentielle pour nourrir l'Ours à lunettes.
Ces habitats ne sont pas seulement vitaux pour l'Ours à lunettes, mais ils sont également le foyer de nombreuses espèces de mammifères, d'oiseaux, d'insectes et de plantes endémiques[Lesquelles ?].

## Rôle écologique de l'Ours à lunettes

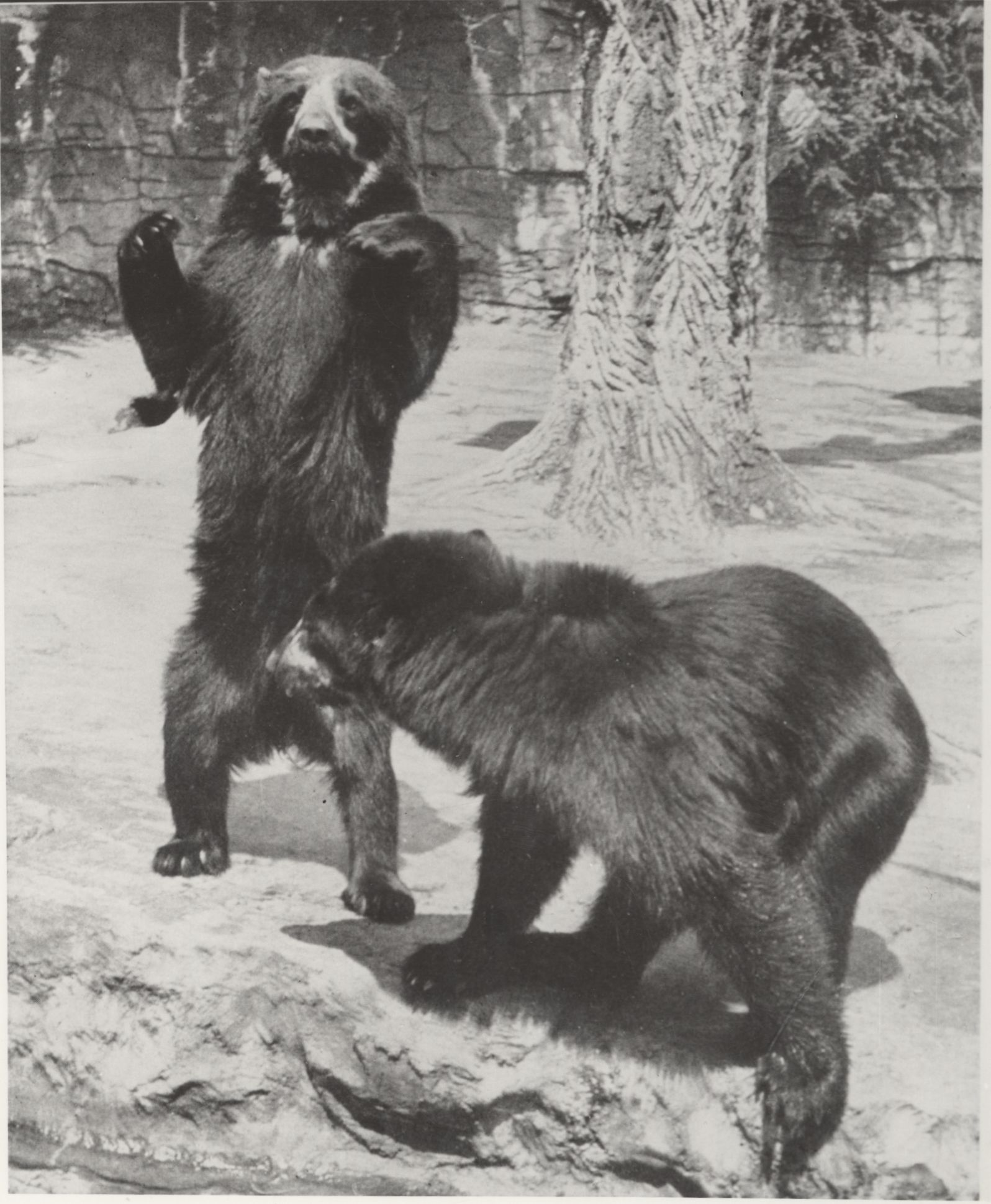
Deux Ours à lunettes en 1962.

L'Ours à lunettes joue un rôle écologique fondamental dans les écosystèmes de montagne, en tant qu'espèce clé contribuant à la santé et à l'équilibre de ses habitats. Son impact est vaste et varie de la régénération des forêts à la protection des ressources en eau, en passant par la régulation de la végétation et des populations d'animaux.
L'Ours à lunettes joue un rôle clé dans la dispersion des semences, notamment celles des plantes tropicales et montagnardes. En consommant des fruits comme ceux des palmiers, broméliacées et mûres, il disperse les semences à travers ses excréments, contribuant ainsi à la régénération des forêts et à la biodiversité végétale, favorisant la reforestation naturelle des zones dégradées. De plus, cela permet de maintenir la fertilité du sol, essentielle pour la croissance des plantes et la régénération de l'habitat.
Par ailleurs, en se nourrissant de plantes, racines, fruits et petits buissons, l'ours régule la croissance de certaines espèces végétales, évitant l'envahissement de plantes qui pourraient nuire à d'autres plus fragiles. Il participe également au contrôle des populations de ravageurs en consommant des plantes attaquées par des insectes.
L'Ours à lunettes est un maillon important de la chaîne alimentaire, bien qu'il ne soit pas un prédateur au sommet. Son régime varié d'herbivore et omnivore (fruits, insectes, petits vertébrés) influence les interactions écologiques, y compris la compétition avec d'autres grands mammifères comme le puma. Il entretient également des relations indirectes avec d'autres espèces, favorisant l'équilibre des écosystèmes.

## Phylogénie
Cet animal, comme d'autres habitants des Andes tel le tapir ou la souris nageuse des Andes, est un survivant de la dernière période glaciaire ; il dispose d'une protection au froid très efficace. Dans la famille des ursidés, son plus proche parent est Arctodus simus (l'ours à face courte), un ours d'Amérique du Nord disparu lors de la dernière glaciation. Contrairement à ses cousins des régions nordiques, qui passent l’hiver dans un état de somnolence au fond d’une tanière, l’ours à lunettes n’hiberne pas. En effet, dans la cordillère des Andes la saisonnalité est différente, il n’y a pas de période vraiment très froide et la nourriture est omniprésente à l’année. L’ours à lunettes n’a donc pas besoin d’hiberner, n’y de s’engraisser pour passer l’hiver.[réf. nécessaire]

## Paléontologie

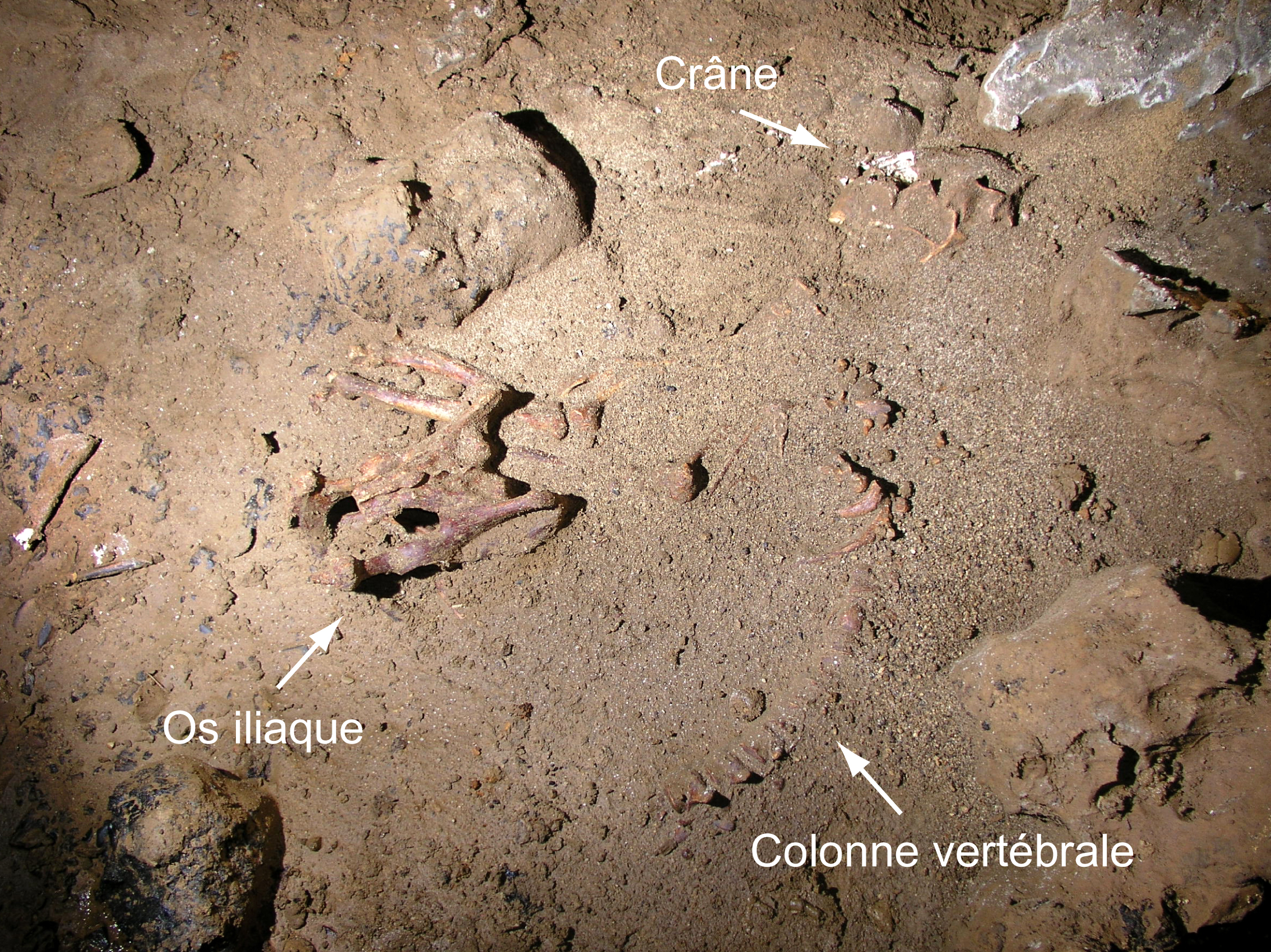
Squelette d'Ours à lunettes découvert dans le gouffre de Chaquil au Pérou

Le plus vieux squelette d'Ours à lunettes a été découvert en 2005 au Pérou (Soloco, Chachapoyas, Amazonas) dans le gouffre de Chaquil qui s'ouvre à l'altitude de 2 950 m. L'animal est tombé dans ce gouffre naturel et s'est trouvé piégé. Les ossements de l'ours étaient en connexion anatomique, il a en outre laissé une empreinte de patte sur la paroi argileuse de la cavité. Son âge, déterminé par la spectrométrie de masse (datations par le carbone 14), est d'environ 6 790 ans.

## État de conservation actuel
Tremarctos ornatus est classée comme une espèce vulnérable (VU) et est considérée comme étant en danger élevé d'extinction dans son habitat naturel, selon les critères A3c+4c de la Liste rouge de l'Union Internationale pour la Conservation de la Nature (UICN). En ce qui concerne la Convention sur le commerce international des espèces menacées de faune et de flore sauvages (CITES).
La catégorie vulnérable est due à la fragmentation et à la perte de son habitat naturel, à la réduction de son aire de répartition, à la faible connectivité entre les zones protégées et au développement d'activités extractives et productives telles que l'élevage extensif, l'expansion de la frontière agricole. De plus, la chasse, liée à des croyances culturelles sur les propriétés médicinales de ses griffes, et les conflits avec les agriculteurs, dus à des attaques contre le bétail ou les cultures, représentent des menaces sérieuses pour le maintien de ses populations.
| Catégorie     | Élément | Critère d'évaluation |
| ------------- | ------- | --- |
| VU Vulnérable | A3      | Une réduction de la population ≥ 30 % qui est projetée ou suspectée d'être atteinte dans les dix prochaines années ou trois générations, selon la période la plus longue (jusqu'à un maximum de cent ans). |
| VU Vulnérable | C       | Une réduction de l'aire d'occupation, de l'étendue de la présence et/ou de la qualité de l'habitat. |
| VU Vulnérable | 4C      | Une réduction de la population observée, estimée, inférée ou suspectée ≥ 30 % sur une période de dix ans ou trois générations, selon la période la plus longue (jusqu'à un maximum de cent ans).           |

## Menaces
L'Ours à lunettes est l'une des espèces les plus emblématiques des montagnes andines et des forêts tropicales, mais il est malheureusement confronté à de nombreuses menaces anthropiques et environnementales qui mettent en péril sa survie à long terme. Il est classé comme vulnérable sur la Liste rouge de l'UICN, et bien que des efforts de conservation aient été mis en place, ces menaces persistent.

### Perte d'habitat et fragmentation
La perte d'habitat reste la menace la plus significative pour l'Ours à lunettes. Au fur et à mesure que l'agriculture et l'exploitation des ressources naturelles se développent, des vastes zones d'habitat naturel de l'ours sont converties en terres cultivées ou exploitées pour l'extraction minière. Cette transformation du paysage perturbe non seulement les déplacements de l'ours, mais elle réduit aussi les ressources alimentaires disponibles pour l'espèce. En Colombie, par exemple, la culture du café, des fleurs et des fruits, qui sont des sources importantes de revenus pour les agriculteurs, nécessite l'aménagement de terres autrefois couvertes de forêts tropicales. La déforestation dans la région amazonienne est particulièrement préoccupante, car elle dégrade les habitats naturels des Ours à lunettes.
La fragmentation des habitats est également un problème majeur, car elle empêche les populations d'ours de se déplacer librement, de trouver des partenaires pour la reproduction et d'accéder à différentes sources de nourriture. Les routes, les barrages et d'autres infrastructures humaines ont créé des barrières physiques qui compliquent la connectivité entre les différents habitats. Les ours peuvent être forcés de vivre dans des poches isolées de forêt, ce qui limite leur accès à des territoires plus vastes et à des ressources alimentaires. Cela accroît également la consanguinité, réduisant la diversité génétique et la résilience de l'espèce.

### Chasse illégale et conflits avec les humains
La chasse illégale reste une menace grave pour l'Ours à lunettes. De nombreuses populations locales, surtout dans les zones rurales, perçoivent l'ours comme une menace pour leur bétail et leurs récoltes. Bien que l'Ours à lunettes ne soit pas naturellement agressif envers l'homme, ses incursions dans les cultures agricoles sont souvent mal interprétées. L'ours peut se nourrir de fruits, de tubercules ou de petits animaux, ce qui peut entraîner des conflits avec les exploitants agricoles. En réponse à ces conflits, certains agriculteurs tuent l'ours par peur ou en représailles.
L'Ours à lunettes est également victime de la chasse pour son commerce illégal. Certaines communautés utilisent les parties du corps de l'ours (poils, griffes, graisse) dans la médecine traditionnelle ou pour les vendre sur le marché noir. Le commerce de ces produits est particulièrement répandu dans des pays comme le Pérou et la Bolivie. Dans certaines régions, la demande pour l'huile d'ours (extrait de la graisse) est particulièrement forte, ce qui incite au braconnage. Cette situation est aggravée par une législation faible et une insuffisance des contrôles dans de nombreuses régions montagneuses.

### Changement climatique
Le changement climatique constitue une menace indirecte mais croissante pour l'Ours à lunettes, car il affecte directement son habitat et la disponibilité des ressources alimentaires. Les zones de páramo et les forêts de montagne, qui sont des habitats clés pour l'ours, sont particulièrement vulnérables aux modifications climatiques. Par exemple, l'élévation des températures pourrait entraîner une altération des régimes de précipitations, perturbant les cycles de croissance des plantes et la disponibilité des ressources alimentaires comme les fruits, les racines et les petits mammifères que l'ours consomme. L'altération des écosystèmes montagneux pourrait également affecter les sources d'eau, essentielles pour la survie de nombreuses espèces.
En outre, les changements climatiques peuvent entraîner une régression des habitats d'altitude. À mesure que les températures montent, les habitats de montagne se déplacent vers des altitudes plus élevées, mais il existe une limite naturelle à cette migration. Si les températures augmentent de manière significative, l'Ours à lunettes pourrait être contraint de se déplacer vers des habitats plus petits et plus fragmentés, ce qui augmenterait le risque de collisions avec des infrastructures humaines et limiterait ses possibilités de reproduction.

### Infrastructures humaines et pollution
Les infrastructures humaines, comme les routes et les lignes électriques, représentent également une menace pour l'Ours à lunettes. Les routes qui traversent les forêts et les zones de montagne créent des barrières physiques pour les déplacements de l'ours, ce qui empêche l'espèce de se déplacer librement dans son habitat. De plus, la construction d'infrastructures liées à l'extraction minière et à l'agriculture, comme les tunnels, les voies ferrées et les canaux, réduit encore la connectivité entre les zones de vie. Les collisions avec des véhicules sur les routes de montagne sont une cause de mortalité pour de nombreux Ours à lunettes.
La pollution est également un problème croissant. L'introduction de substances chimiques dans les rivières et les sols, en particulier dans les zones où l'exploitation minière illégale est fréquente, a un impact direct sur la faune, y compris l'ours. L'usage de mercure et d'autres métaux lourds dans l'exploitation de l'or et d'autres minéraux peut contaminer les sources d'eau, affectant ainsi les populations locales de plantes et d'animaux.

## Programmes de conservation
Bien que les menaces soient considérables, plusieurs programmes de conservation ont été mis en place pour protéger l'Ours à lunettes et ses habitats. Ces initiatives impliquent des efforts coordonnés à l'échelle locale, nationale et internationale, en collaboration avec des gouvernements, des ONG et des communautés locales. Ces efforts se concentrent sur la protection de l'habitat, la sensibilisation des populations locales, le suivi scientifique, et la législation.

### Création et gestion de zones protégées
La création de zones protégées est l'une des stratégies les plus efficaces pour la conservation de l'Ours à lunettes. Ces zones incluent des parcs nationaux, des réserves naturelles et des aires de conservation communautaire. Par exemple, en Colombie, le parc national Los Nevados et la réserve de La Planada jouent un rôle crucial dans la protection des Ours à lunettes et de leurs habitats. Ces espaces offrent des refuges sécurisés où l'espèce peut prospérer sans les menaces de la déforestation et de la chasse illégale. En parallèle, ces parcs servent également de lieux d'études scientifiques pour mieux comprendre l'écologie et le comportement de l'ours.
Les autorités nationales collaborent souvent avec des organisations internationales comme le WWF et la Wildlife Conservation Society pour financer et soutenir ces initiatives. L'un des objectifs de ces projets est d'assurer la connectivité des habitats en établissant des corridors écologiques, des zones protégées interconnectées qui permettent aux populations d'ours de se déplacer entre elles et d'éviter la consanguinité.

### Renforcement de la législation et lutte contre le braconnage
Les réformes législatives sont essentielles pour assurer la protection de l'Ours à lunettes. De nombreux pays ont renforcé leurs lois sur la faune en réponse aux menaces croissantes. Cependant, l'application des lois reste souvent un défi majeur en raison du manque de ressources et des lacunes dans la surveillance des activités illégales. Des programmes visant à renforcer l’application des lois et la coopération avec les autorités locales, comme la police et les gardes forestiers, ont été mis en place pour lutter contre le braconnage et le commerce illégal d'animaux.

### Sensibilisation et participation des communautés locales
La sensibilisation du public et la participation des communautés locales sont cruciales pour la réussite des efforts de conservation. En Équateur, par exemple, des programmes d'éducation ont été mis en place pour enseigner aux agriculteurs l'importance de l'ours dans la régulation des écosystèmes et pour promouvoir des pratiques agricoles durables qui minimisent les conflits entre les humains et la faune. Ces programmes incluent des formations sur la construction de clôtures électriques pour protéger le bétail et des conseils sur la gestion de l'habitat naturel.
L'engagement des communautés locales est essentiel pour garantir la durabilité des initiatives de conservation. Dans certaines régions, des projets d'écotourisme ont été développés pour générer des revenus tout en sensibilisant le public à la conservation de l'Ours à lunettes et de son habitat.

### Recherche scientifique et suivi
Le suivi scientifique est un autre volet clé des programmes de conservation. Des études sur la biologie de l'Ours à lunettes, sa génétique, ses comportements de reproduction et ses besoins alimentaires sont essentielles pour élaborer des stratégies de conservation efficaces. En Colombie et en Équateur, des études utilisant des caméras pièges et des colliers GPS ont permis de mieux comprendre les déplacements des ours et de collecter des données sur leurs habitudes alimentaires.

### Collaboration régionale et internationale
La collaboration régionale et internationale est fondamentale pour assurer la conservation à long terme de l'Ours à lunettes. De nombreux projets de conservation impliquent la coopération entre plusieurs pays, en particulier en raison de la répartition transfrontalière de l'ours. Par exemple, les initiatives de corridors écologiques transnationaux qui sont mis en place pour connecter les populations d'ours vivant dans différentes régions des Andes, facilitant ainsi les déplacements et les échanges génétiques. Les accords internationaux de conservation et les financements externes soutiennent ces projets, en permettant aux pays de travailler ensemble pour protéger l'espèce.

### Situation en captivité
L'Ours à lunettes a été élevé en captivité depuis 1903, et des efforts sont en cours pour maintenir des populations en captivité pour des raisons de conservation. Les protocoles de soins en captivité incluent des régimes alimentaires adaptés et des méthodes de tranquillisation sûres pour la gestion des individus dans les zoos. En 2017, environ 255 individus étaient détenus dans des institutions zoologiques à travers le monde.

## Représentations
Il apparaît sur les billets de 50 bolivar vénézuélien.
Le personnage de fiction Paddington est un ours à lunettes originaire du Pérou. 